# 9900 Llull
A 9900 Llull (ideiglenes jelöléssel 1997 LL6) a Naprendszer kisbolygóövében található aszteroida. M. Blasco fedezte fel 1997. június 13-án.